# Gallberg (Herbstein)
Der Gallberg ist ein 467 m ü. NHN hoher erloschener Vulkankegel im Vogelsberg bei Herbstein im osthessischen Vogelsbergkreis. 

## Geographie

### Lage
Der Gallberg erhebt sich im Naturpark Vulkanregion Vogelsberg. Sein Gipfel liegt 1,1 km südsüdwestlich vom Ortskern des Herbsteiner Kernorts, 2,8 km nordöstlich des Herbsteiner Ortsteils Lanzenhain und 900 m nordnordwestlich des Herbsteiner Weilers Oberndorf.
Nordwestlich vorbei am Gallberg fließt der Michelsbach, dessen Wasser durch das Eichholzwasser dem südöstlich des Gallbergs und durch Herbstein verlaufenden Scheerwasser zufließt. Letzteres ist ein Zufluss der in die Altefeld mündenden Alten Hasel.
Auf dem Osthang des Gallbergs liegt ein Steinbruch, auf dem Westhang ein Tagebaurestsee und auf dem Übergangsbereich zum westsüdwestlich gelegenen Diebstein (577,2 m) ein weiterer Steinbruch.

### Naturräumliche Zuordnung
Der Gallberg gehört in der naturräumlichen Haupteinheitengruppe Osthessisches Bergland (Nr. 35) und in der Haupteinheit Unterer Vogelsberg (350) zur Untereinheit Östlicher Unterer Vogelsberg (350.3). Nach Südwesten leitet die Landschaft in die Untereinheit Östlicher Hoher Vogelsberg (351.1) über, die zur Haupteinheit Hoher Vogelsberg (351) zählt.

## Schutzgebiete
Auf dem Gallberg liegen Teile des Vogelschutzgebiets Vogelsberg (VSG-Nr. 5421-401; 636,4497 km² groß). Bis auf seinen Süd- und Südosthang reichen solche des Fauna-Flora-Habitat-Gebiets Talauen bei Herbstein (FFH-Nr. 5422-303; 13,7911 km²).